# Stray Cats
Stray Cats je americká rock'n'rollová skupina založená jejím dlouholetým zpěvákem a kytaristou Brianem Setzerem, basistou Lee Rockerem a bubeníkem Slim Jim Phantomem v New Yorku v roce 1980.
Tato skupina napsala několik známých písní, např. Rock This Town, Stray Cat Strut, Look at That Cadillac, Rumble in Brighton , Somethings wrong with my radio nebo také coververze jako např. Be bop a lula, Summertime blues, Baby let's play house,... Stray Cats se několikrát rozpadli. Brian Setzer si vytvořil svůj vlastní orchestr Brian Setzer Orchestra.

## Historie skupiny

### Začátky
Jejich příběh začíná v New Yorku v době, kdy rockabilly právě vymírá. Kytarista Brian Setzer se narodil v New Yorku 10. dubna 1959. O dva roky později se v Brooklynu narodil bubeník Slim Jim Phantom a basista Lee Rocker (vlastním jménem Leon Drucker).

### Tom Cats
V roce 1979 založil Setzer se svým bratrem skupinu Tom Cats. O rok později se ale skupina rozpadá a Setzer se svými spolužáky vytváří skupinu Stray Cats. V létě Stray Cats opouštějí Spojené státy a míří do Anglie.

### Vzestup popularity
Po koncertu v Londýně se skupina setkává s hudebním producentem Davem Edmundsem. V roce 1981 nahrávají hit Runaway Boys, který se stal 9. nejlepším hitem USA. Jejich další hit Rock This Town je dostal na vrcholy hitparád té doby a proslavil je jak v Evropě tak i v Americe. Stray Cats se stala nejznámější rockabilly revival skupinou 80. let.[zdroj?]

### Vrchol slávy
Další jejich song Stray Cat Strut získal ocenění jako 12. nejlepší kytarové sólo roku 1981. V únoru roku 1981 nahrávají album The Stray Cats. Po nahrání dalšího alba Gonna Ball se ještě koná pár koncertů v Anglii, Francii, Itálii, Západním Německu a Finsku. Poté se Stray Cats vrací zpět do USA. Od roku 1982 se skupina podílí i na rozjezdu televizní stanice MTV. Stray Cats nahrávají další úspěšné songy jako např. Something Wrong with My Radio, Sexy + 17, Rumble in Brighton atd. V roce 1983 skupina vystupuje na US Festivalu, kde jim konkurují např. Ozzy Osbourne, Van Halen, Scorpions atd. Následuje koncert v New Yorku, na který se sjeli příznivci rockabilly z celé Ameriky.

### První konflikty a rozpad skupiny
Po získané slávě začaly ve skupině vznikat konflikty. Například Slim Jim Phantom se oženil s herečkou Britt Ekland, zatímco Setzer spolupracoval s Bobem Dylanem a Stevie Nicks. V roce 1984 se skupina (prozatím) rozpadá. Brian Setzer se vydal na sólovou dráhu a Rocker s Phantomem si vytvořili skupinu Phantom, Rocker & Slick (1984—1986). Setzer se svého sólového úspěchu dočkal až v roce 1986. Také si ve filmu La Bamba zahrál rocknrollového zpěváka Eddieho Cochrana.
Lee Rocker si po svém fiasku ve skupině Phantom, Rocker & Slick vytvořil blues skupinu The Blue. Phantom se stal moderátorem na MTV. V roce 1989 se Setzer, Phantom a Rocker opět sešli a obnovili rozpadlou skupinu Stray Cats.

### Druhý rozjezd skupiny
Ještě v roce 1989 stíhají nahrát album Blast Off, ale už se jim nikdy nedostane stejného úspěchu jako před rokem 1983. V roce 1990 skupina pořádá celosvětové turné po USA, Británii, Nizozemsku, Španělsku, Belgii, Německu, Francii, Finsku a Japonsku, kam se Stray Cats i dnes rádi vracejí. V roce 1989 také vystoupili na festivalu ve Woodstocku. V roce 1991 Setzer vytváří Brian Setzer Orchestra, nejznámější[zdroj?] swingový orchestr v USA a nejoblíbenější[zdroj?] v Japonsku.
V roce 2004 skupina uskutečnila další koncert po Evropě, který byl v Evropě zatím poslední. Stray Cats nikdy nevystupovali v České republice, nyní nahrávají další album a jejich nejbližší termín turné po Evropě je rok 2012.

### Třetí rozjezd skupiny

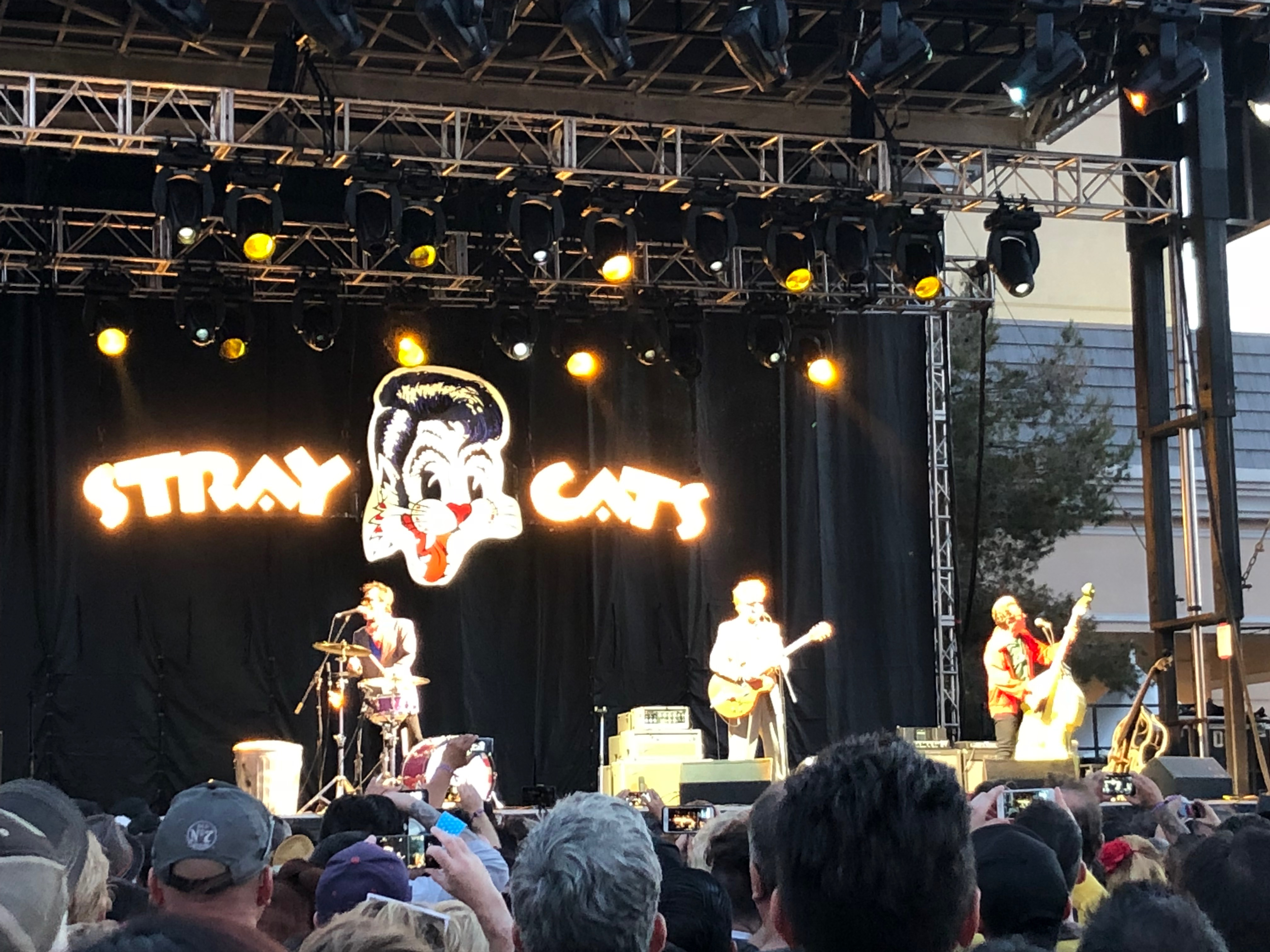
Stray Cats live Viva Las Vegas 2018 Brian Setzer Lee Rocker Slim Jim Phantom

V roce 2018 se skupina opět dala dohromady a vystoupila na festivalu Viva Las Vegas 21.4. 2018. V roce 2019 proběhla na oslavu 40leté existence skupiny turné v Evropě (Francie, Anglie, Německo, Holandsko, Švýcarsko, Finsko, Švédsko, Španělsko). V květnu 2019 vydaly Stray Cats po 25 letech novou desku s názvem 40.

### Hudební kariery členů mimo Stray Cats
Brian Setzer, Slim Jim Phantom a Lee Rocker se věnovali různým hudebním projektům.

#### Brian Setzer
Brian Setzer Orchestra - big band hrající vlastní a coververze různých žánrů (klasika, Rock`n`roll, Rockabilly, vánoční písně) v podání Boogie Woogie a Swing
Brian Setzer - solo projekty, např. coververze Sun Records klasiky, vlastní produkce